# Maggie Teyte
Maggie Teyte   (Wolverhampton, 17 d'abril de 1888 - Londres, 26 de maig de 1976) va ser una soprano operística anglesa i intèrpret de cançons d'art franceses.

## Anys de joventut
Margaret Tate va néixer a Wolverhampton, Anglaterra, un dels deu fills de Jacob James Tate, un exitoso comerciant de vins i esperits i propietari de cases públiques i allotjaments posteriors. Els seus pares eren músics aficionats i entusiastes de l'òpera. Era germana del compositor James W. Tate. La seva família es va traslladar a Londres el 1898, on Teyte va assistir a "St. Joseph's Convent School, Snow Hill", i més tard va estudiar a la Royal Academy of Music.

## Carrera
El seu pare va morir el 1903 i ella va marxar a París l'any següent per convertir-se en alumna del cèlebre tenor Jean de Reszke. Va fer la seva primera aparició pública a París el 1906 quan va cantar Cherubino a Les noces de Figaro i Zerlina a Don Giovanni, ambdues dirigides per Reynaldo Hahn. El seu debut professional va tenir lloc a l'Òpera de Montecarlo l'1 de febrer de 1907, on va interpretar Tyrcis a Myriame et Daphné (arranjament d'André Bloch de Daphnis et Chloé de Jacques Offenbach), amb Paderewski. La setmana següent, de nou a l'òpera de Montecarlo, va cantar Zerlina.
En comprovar que el seu cognom era generalment mal pronunciat a França, va canviar-lo de Tate a Teyte abans d'incorporar-se a l'Opéra-Comique de París. Després d'unes quantes parts petites, va ser escollida com a Mélisande a Pelléas et Mélisande per Debussy, en substitució de la creadora del paper, Mary Garden. Per preparar-se per Pelléas et Mélisande, va estudiar amb el mateix Debussy i és l'única cantant que ha estat acompanyada per Debussy al piano amb una orquestra en públic. El 1910, Sir Thomas Beecham va dirigir Teyte com a Cherubino i Mélisande i també com a Rossa a Die Entführung aus dem Serail per a la seva temporada a Londres. Tot i els seus primers èxits de cant, Teyte no es va establir fàcilment als principals teatres d'òpera. En el seu lloc, es va traslladar a Amèrica i va actuar amb la Chicago Grand Opera Company del 1911 al 1914 i la Boston Opera Company del 1914 al 17, cantant a Filadèlfia i en altres llocs, però no a Nova York, tot i que va crear el paper principal a l'òpera, Bianca, al Manhattan's Park Theatre el 1918. De tornada a Gran Bretanya el 1919, va crear el paper de Lady Mary Carlisle a l'opereta d'André Messager, Monsieur Beaucaire, al Prince's Theatre. Es va casar per segona vegada el 1921 amb el milionari canadenc Walter Sherwin Cottingham i no es va retirar fins al 1930, quan va actuar com a Mélisande i va interpretar el paper principal a Madama Butterfly de Puccini.

## Anys posteriors
Després de dificultats per ressuscitar la seva carrera, va acabar interpretant music hall i varietat (24 funcions a la setmana) al Victoria Palace de Londres. Finalment, el 1936, els seus enregistraments de cançons de Debussy acompanyats d'Alfred Cortot van cridar l'atenció i els enregistraments van continuar sent un factor important en la seva renovada fama, ja que es va guanyar una reputació a Anglaterra i els Estats Units com la intèrpret de cançons d'art franceses més important del seu temps. Va cantar al Royal Opera House el 1936–37 a Hänsel und Gretel, com a Eurídice a l'Orfeu i Eurídice de Gluck i com a Butterfly a Madama Butterfly. El 1938–39 va emetre representacions de Manon de Massenet en anglès, amb Heddle Nash com a des Grieux, a més d'una desaconsellada Eva a Els mestres cantaires de Nuremberg de Wagner. També va aparèixer en opereta i comèdia musical entre guerres.
Va fer les seves primeres aparicions a Nova York el 1948, incloent-hi un recital a l'Ajuntament, seguit de representacions de Pelléas a l'Òpera del New York City Center. Va continuar enregistrant i actuant en òpera fins al 1951, fent la seva última aparició a la part de Belinda (al Dido amb Kirsten Flagstad) al Dido and Aeneas de Purcell al Mermaid Theatre de Londres. La seva última aparició al concert va ser al Royal Festival Hall el 22 d'abril de 1956, als 68 anys. Va passar els darrers anys ensenyant. Va morir a Londres el 1976, als 88 anys.

## Vida personal
- Era cunyada de l'estrella del music-hall Lottie Collins, que el 1902 es va casar amb el germà de Teyte, James.
- El 1906 va tenir un affair sentimental amb el compositor romanès George Enescu.[2]
- El 1909 es va casar amb el seu primer marit, Eugene de Plumon, advocat francès. El matrimoni va acabar en divorci el 1915. El seu segon matrimoni, amb Walter Sherwin Cottingham de la Berger Paint Company, també va acabar en divorci, el 1931.
- Durant la Segona Guerra Mundial, Teyte va cantar en una sèrie de concerts patrocinats pel Comitè francès d'alliberament nacional pels quals va rebre la Creu d'Or de Lorena per serveis a França.
- El 1958 fou nomenada Dame Comandant de l'Orde de l'Imperi Britànic.
- El 1958 es va publicar la seva autobiografia Star on the Door.

## Llegat
- El Fons Benèvol de Músics patrocina un premi en honor seu. El premi Maggie Teyte, de 2.000 lliures esterlines, que s'uneix a la beca Miriam Licette de 3.000 lliures, està obert a dones cantants menors de 30 anys. Al guanyador se li ofereix un recital en associació amb els Amics de Covent Garden per al Royal Opera House.